# مایکل بومونت
مایکل بومونت (انگلیسی: Michael Beaumont, 22nd Seigneur of Sark؛ زادهٔ ۲۰ دسامبر ۱۹۲۷-درگذشتهٔ ۳ ژوئیهٔ ۲۰۱۶) سیاست‌مداری اهل جزایر مانش انگلستان بود.